# Canopy-pálya

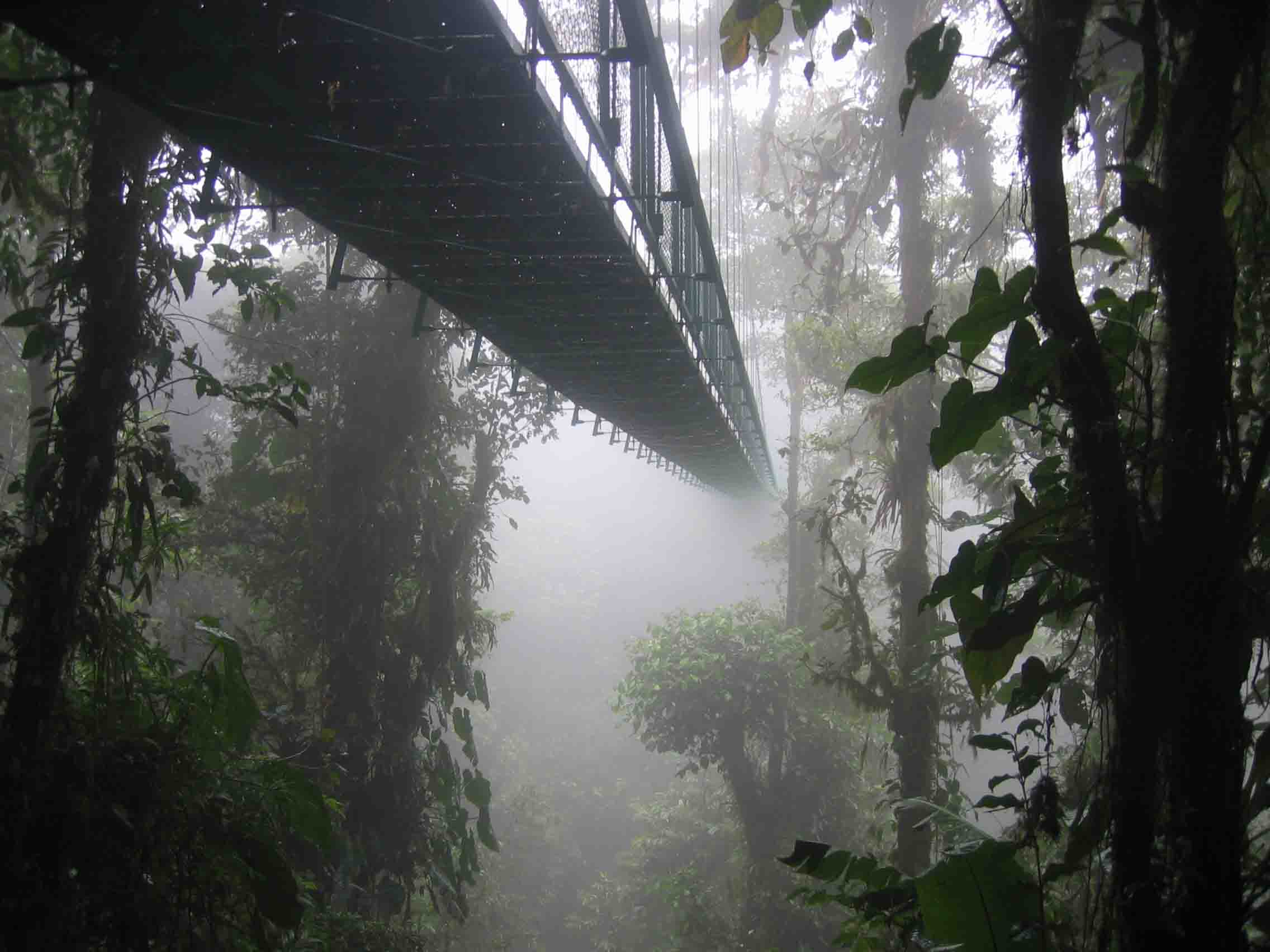
Egy függőhíd a Costa Rica-beli Santa Elenában

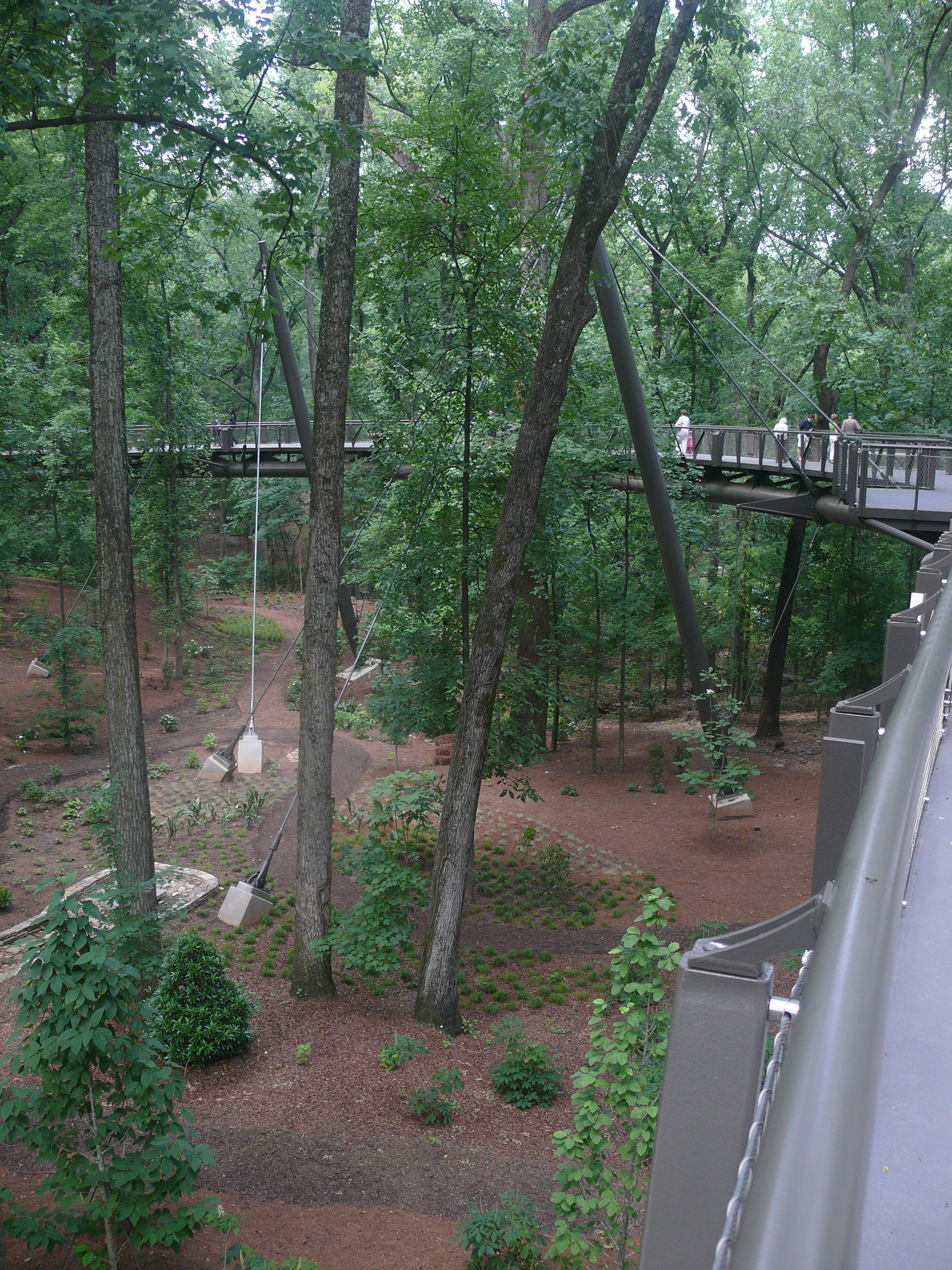
Városi canopy-pálya egy botanikus kertben (Atlanta)

A canopy-pálya (angolul canopy walkway; általában a fák lombkoronáján vagy legalábbis a föld felett jelentős magasságban futó mesterséges gyalogos ösvény. Legelőször 1988-ban nyílt meg ilyen pálya Ausztráliában a  Lamington National Parkban levő esőerdőben. A 180 m hosszú pálya legmagasabb pontja 33,5 méter. Számos canopy-pálya található amerikai nemzeti parkokban.
A canopy-pályák Európában is kezdenek elterjedni, így Magyarországon is több kalandparkban van ilyen.